# Tamara (Balakirev)
Tamara è un poema sinfonico per orchestra di Milij Alekseevič Balakirev, ispirato all'omonima ballata di Michail Lermontov.

## Storia della composizione
All'inizio degli anni '60 del XIX secolo Balakirev effettuò alcuni viaggi nel Caucaso, che gli fornirono l'ispirazione per varie sue composizioni, tra cui la fantasia Tamara. Tra il 1866 ed il 1867 buona parte del lavoro era stata abbozzata e Balakirev eseguiva spesso alcune sue parti ai suoi amici musicisti. La pesante crisi che colpì Balakirev all'inizio degli anni '70 interruppe la composizione di Tamara, che fu ripresa solo nel 1876 ed infine completata nel 1882. Il poema sinfonico fu eseguito per la prima volta il 7 (19) marzo 1883 a San Pietroburgo, in occasione di un concerto della Scuola musicale gratuita diretto da Balakirev stesso. Tamara è considerato uno dei migliori lavori di Balakirev ed una pietra miliare di quell'orientalismo che ha caratterizzato la musica russa. Essa influenzò notevolmente opere di altri compositori, tra cui Shahrazād (1888) di Nikolaj Rimskij-Korsakov e Rapsodia orientale (1889) di Aleksandr Glazunov.
Sergej Djagilev, che aveva conosciuto Balakirev nel 1893, volle creare un balletto sulle musiche di Tamara e inserirlo nelle produzioni della sua compagnia Balletti russi. La realizzazione andò in scena il 20 maggio 1912, coreografata da Michel Fokine, al Théâtre du Châtelet; interprete principale fu Tamara Karsavina,  allestimento e costumi furono curati da Léon Bakst.

## Struttura della composizione
L'opera è ispirata ad una poesia scritta da Michail Lermontov nel 1841: nel Caucaso, la bella e diabolica principessa Tamara, che vive in una torre che sovrasta il passo di Darial ed il fiume Terek, attira nella sua dimora i viandanti di passaggio, per ucciderli dopo una notte di piacere e gettare i loro corpi nell'abisso del fiume.
Il poema sinfonico inizia con un tema che rende il maestoso paesaggio del Caucaso: suoni cupi degli archi gravi sullo sfondo del continuo rullare dei timpani, per rappresentare il Terek che rimbomba minacciosamente nella gola di Darial. Quindi si ode il seducente richiamo d'amore di Tamara, da parte del corno inglese e dell'oboe, che conduce il viaggiatore nella sua torre misteriosa. La parte centrale del poema, Allegro moderato ma agitato, inizia con il suono appassionato delle viole; quindi la musica, basata sui ritmi di melodie turco-iraniane, conduce alla scena dell'orgia, dove sono presenti temi di danze caucasiche. L'epilogo del poema riprende l'introduzione.